# Conanthera
Conanthera Ruiz & Pav. – rodzaj roślin należący do rodziny Tecophilaeaceae, obejmujący od 3 do 6 (w zależności od ujęcia taksonomicznego) gatunków, występujących endemicznie w Chile. Bulwy niektórych przedstawicieli tego rodzaju są jadalne.

## Morfologia i biologia
Wieloletnie geofity cebulowe. Pędem tych roślin jest mała, jednoroczna bulwocebula pokryta włóknistymi, brązowymi łuskami. Rośliny tworzą od 4 do 5 odziomkowych, równowąskich liści, które skręcają się i zwijają w okresie kwitnienia. Kwiaty dzwoneczkowate, od jasnoniebieskich do purpurowych, wielkości do 1,5 cm, zebrane w grono.
Faza juwenilna trwa 6-7 lat. Rośliny dorosłe wypuszczają liście późną jesienią lub w zimę. Kwitnienie następuje wczesną wiosną, we wrześniu. W czasie długiego i suchego lata rośliny przechodzą okres spoczynku.

## Systematyka
Pozycja systematyczna wg Angiosperm Phylogeny Website (aktualizowany system APG IV z 2016)Klad okrytonasienne, klad jednoliścienne (monocots), rząd szparagowce (Asparagales), rodzina Tecophilaeaceae.
Gatunki
- Conanthera bifolia Ruiz & Pav.
- Conanthera campanulata Lindl.
- Conanthera johowii Esp.
- Conanthera parvula (Phil.) Muñoz-Schick
- Conanthera trimaculata (D.Don) F.Meigen
- Conanthera urceolata Ravenna